# غابرييلي ديتي
غابرييلي ديتي (بالإيطالية: Gabriele Detti)‏ هو سبّاح إيطالي من مواليد 29 أغسطس 1994. فاز بميداليتين برونزيتين في الألعاب الأولمبية الصيفية 2016 إثر تحقيقه المركز الثالث في سباق 400 متر وسباق 1500 متر.

## روابط خارجية
- غابرييلي ديتي على موقع الاتحاد الدولي للسباحة (الإنجليزية)
- غابرييلي ديتي على موقع SwimRankings.net (الإنجليزية)
- غابرييلي ديتي على موقع اللجنة الأولمبية الدولية (الإنجليزية)
- غابرييلي ديتي على موقع أوليمبيديا (الإنجليزية)
- غابرييلي ديتي على موقع اللجنة الأولمبية الإيطالية (الإيطالية)